# Sagina maritima
Sagina maritima é uma espécie de planta com flor pertencente à família Caryophyllaceae. 
A autoridade científica da espécie é Don., tendo sido publicada em Herb. Brit. [Don] 7:155. 1806.

## Portugal
Trata-se de uma espécie presente no território português, nomeadamente em Portugal Continental e no Arquipélago dos Açores.
Em termos de naturalidade é nativa das duas regiões atrás indicadas.

## Protecção
Não se encontra protegida por legislação portuguesa ou da Comunidade Europeia.